# Rågbröd

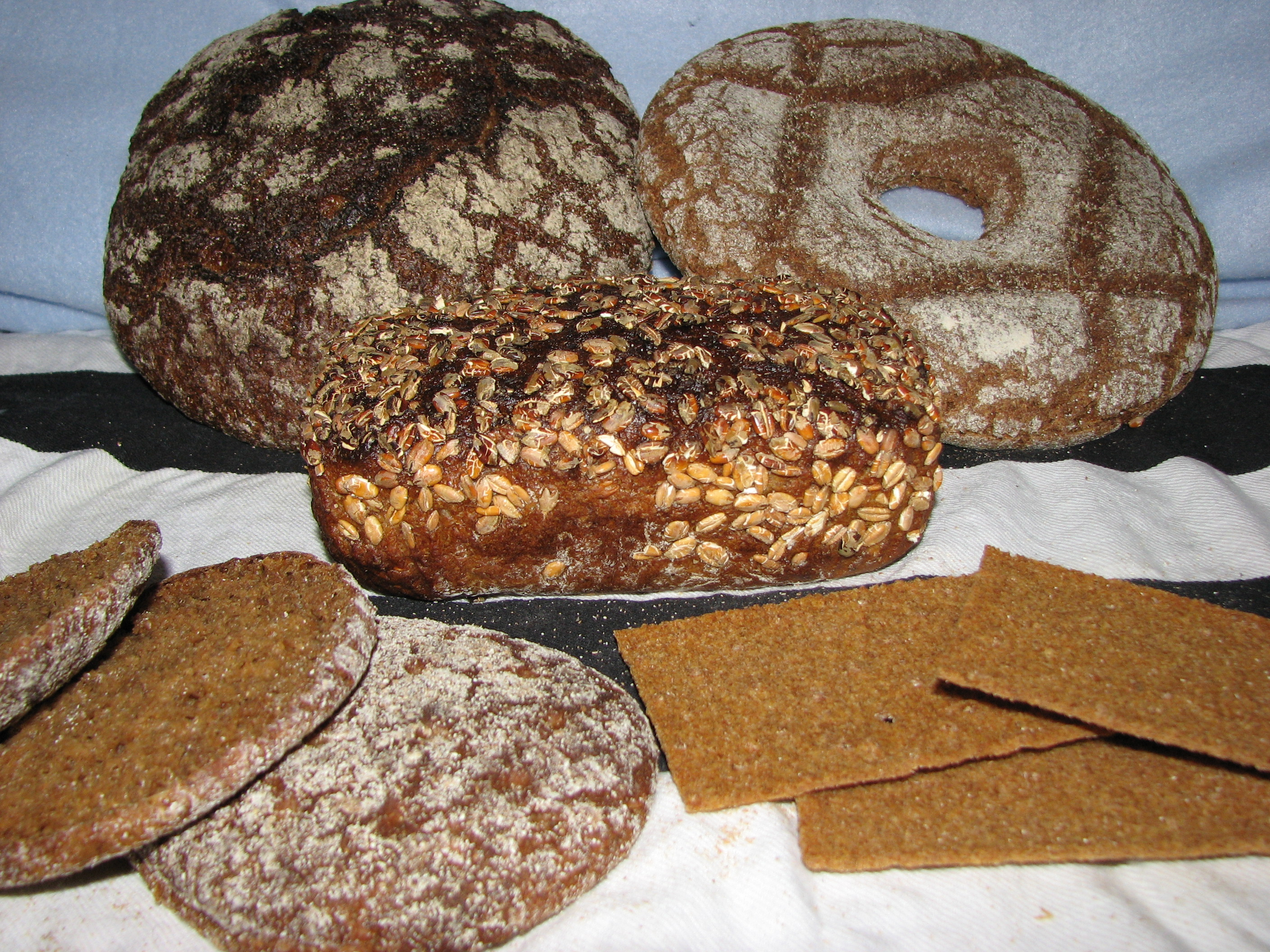
Fem sorters finskt rågbröd: råglimpa och hålkaka överst, rivna portionsbitar (Reissumies) och surskorpa nederst.

Rågbröd är bröd som innehåller rågmjöl. Rågbröd är vanligt i Norden och Östeuropa. Det är mörkare och mer rikt på fiber och järn än vetebröd.

## Olika slags bröd
Det finns flera olika slags rågbröd, bröd som innehåller bara råg, bröd som innehåller både råg och vete och hårt rågbröd. Bröd som innehåller både råg och vete är oftast mjukare, ljusare och inte lika kompakta som bröd gjort på enbart råg. Det finns tre olika typer av hårt rågbröd. Bröd jäst på jäst, surdeg eller ojäst bröd.
Pumpernickel är ett vanligt tyskt bröd som oftast inte innehåller något annat sädesslag än råg. Det är ett mörkt och kompakt bröd som är gjort av krossad eller malen råg.

## Ursprung
Rågbrödet kommer ursprungligen från Tyskland[källa behövs] men det finns olika slags rågkorn i hela Europa. Rågbröd är den mest populära[källa behövs] brödtypen i Danmark, Estland, Finland, Lettland, Litauen, Polen, Ryssland,  Slovakien och Ukraina. På 500-talet kom rågbrödet till Storbritannien med Saxarna och Danerna.